# Sporobolus mirabilis
Sporobolus mirabilis är en gräsart som beskrevs av Pilg.. Sporobolus mirabilis ingår i släktet droppgräs, och familjen gräs. Inga underarter finns listade i Catalogue of Life.